# Salpicadura de saliva

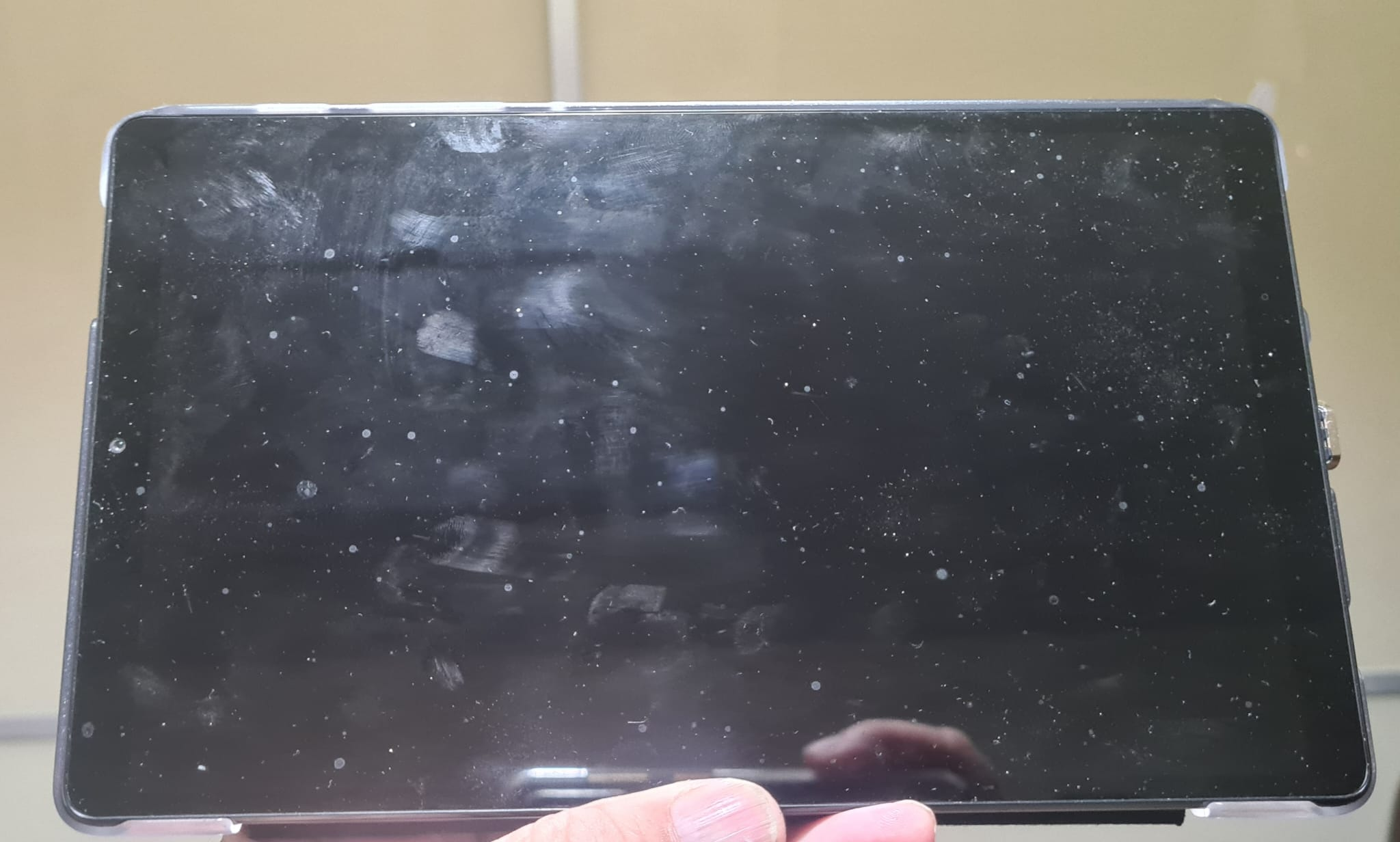
Marcas de gotitas de saliva en la pantalla de una tableta Samsung

Una salpicadura de saliva o gotita de saliva, es una partícula de saliva expulsada involuntariamente por la boca durante el habla, especialmente durante una articulación vigorosa o la pronunciación de consonantes explosivas (como /p/, /b/, /t/). Estas gotitas, que son diferentes de las gotas de Flügge, se producen por la dinámica de fluidos en la cavidad oral en lugar de por la exhalación pulmonar.

## Características y formación

Icono del Noun Project

Se forman cuando los movimientos de la lengua, las caries o las turbulencias del flujo de aire alteran la fina película de saliva que recubre la boca, expulsando un grupo de gotitas al hablar. Son visibles hasta el punto que se notan en la cara del que está escuchando o quedan marcados sobre la pantalla del móvil hablando "manos libres"
Las gotitas de saliva suelen ser:
- Más grandes (100 µm a unos mm de diámetro) que los aerosoles respiratorios (<5 µm) pero más pequeñas que los componentes de un salivazo.
- Se proyectan a distancias cortas (generalmente <1 metro) debido a su masa, aunque el hecho de hablar enérgicamente puede ampliar su alcance.
- Compuestas de saliva, moco oral y posible microbiota oral (por ejemplo, Streptococcus ).

## Diferencias con las gotas de Flügge
Estudios modernos (Anfinrud et al., 2020) han cuantificado su papel en la propagación de enfermedades, particularmente durante la pandemia de COVID-19, donde las mascarillas redujeron su dispersión en un 99 %.
| Característica              | Salpicaduras de saliva                                | Gotas respiratorias                       |
| --------------------------- | ----------------------------------------------------- | ----------------------------------------- |
| Origen                      | Cavidad oral (saliva)                                 | Pulmones, tracto bronquial                |
| Tamaño                      | de 100 µm a unos mm (a menudo visibles)               | 0,1–10 µm (más pequeño, aerosolizable)    |
| Fuerza de expulsión         | Moderado (dependiendo del habla)                      | Alto (tos/estornudos)                     |
| Relevancia de la enfermedad | Menor riesgo de transmisión (por ejemplo, resfriados) | Alta (COVID-19, influenza, tuberculosis)  |
| Dispersión                  | Caída rápida, tiempo de vuelo limitado                | Puede permanecer suspendido durante horas |

## Historia
El estudio de las gotitas de saliva abarca siglos, y las primeras observaciones tienen sus raíces en la higiene pública, las representaciones teatrales y, más tarde, en la teoría de los gérmenes.

### Observaciones tempranas (antes delsigloXX)
- Roma antigua: Retóricos como Quintiliano (siglo I d. C.) aconsejaban a los oradores evitar el "esputo excesivo" durante los discursos, lo que sugiere una conciencia temprana de la proyección de saliva.[5]
- Siglo XVIII-XIX: Los médicos franceses acuñaron el término postillons (de poster, "escupir") para describir las gotas de saliva visibles emitidas durante el habla, vinculándolas con la propagación de la tuberculosis en espacios cerrados.[6]

### Formalización científica (sigloXX)
- Década de 1930 y 1940: Estudios sobre fonética (por ejemplo, los de Peter Ladefoged) observaron que las consonantes oclusivas (/p/, /t/, /k/) producen más gotas debido al flujo de aire abrupto.[7]
- Década de 1970: La fotografía de alta velocidad confirmó los patrones de eyección de saliva durante el habla (Lighthill, 1975).[8]

### Era Moderna (SigloXXI)
- 2019–2022: La pandemia de COVID-19 impulsó la investigación sobre las gotitas generadas por el habla:
  - Estudio del NIH (2020): demostró que hablar en voz alta emite aproximadamente 1000 gotas por minuto y que las mascarillas reducen los recuentos en un 99 %.[3]
  - MIT (2021): Demostró que los sonidos "sonoros" (por ejemplo, /a/, /i/) se aerosolizan más que los susurros.[2]
- Cambios culturales: El mayor uso de barreras de plexiglás en espacios públicos destacó las distinciones entre las grandes gotitas de saliva. (bloqueadas) y los aerosoles (no bloqueados).[9]

### Evolución de la terminología
- Antes del COVID: Términos como "salpicar" o "escupir" se usaban de forma coloquial.
- Post-COVID: Las “salpicadura de saliva" entraron en el discurso técnico para diferenciarlas de los aerosoles respiratorios (por ejemplo, en informes de la OMS).

## Relevancia científica y social
1. Higiene de la comunicación:
  - Las gotitas de saliva contribuyen a que se produzcan “salpicaduras al hablar”, un problema frecuente en el habla pública, la actuación y las conversaciones a corta distancia.[10]
  - Los estudios sugieren que las mascarillas reducen significativamente su propagación.[10]
2. Transmisión de enfermedades:
  - Si bien son menos infecciosas que los aerosoles respiratorios, las gotitas de saliva pueden transmitir patógenos orales (por ejemplo, el virus de Epstein-Barr, el resfriado común).[11]
  - Los eventos de gran propagación (por ejemplo, coros, debates multitudinarios) pueden implicar la emisión de gotitas de saliva.[11]
3. Mitigación:[12]
  - El bálsamo labial o hidratante reduce la formación de gotas al diluir la saliva.
  - Las barreras físicas (por ejemplo, plexiglás) bloquean las gotitas de saliva, pero no bloquean los aerosoles.
  - Teatro :Los actores utilizan técnicas de habla para minimizarlos.